# Dioscorea hirtiflora
Dioscorea hirtiflora är en enhjärtbladig växtart som beskrevs av George Bentham. Dioscorea hirtiflora ingår i släktet Dioscorea och familjen Dioscoreaceae.

## Underarter
Arten delas in i följande underarter:
- D. h. hirtiflora
- D. h. orientalis
- D. h. pedicellata